# Nanism

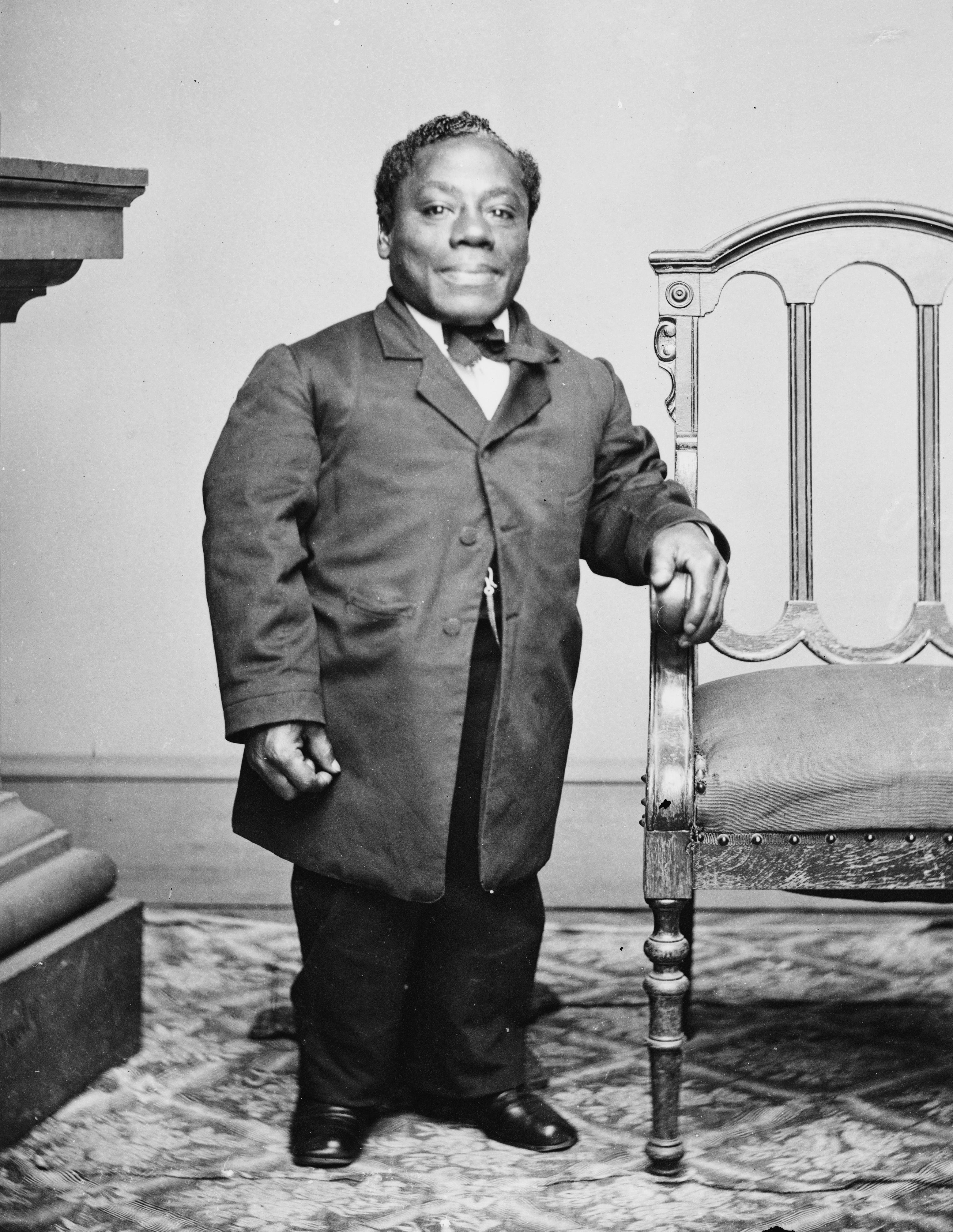
Thomas Dilward, actor de teatru (Fotografiat cândva între 1855 și 1865)

Nanismul (numit și nanosomie, microsomie sau hiposomie) este o afecțiune medicală care se caracterizează printr-o statură cu mult inferioară celei medii. Nu există criterii universale de definire, dar, de exemplu, în SUA se referă la adulți care au sub 147 cm.
Nanismul este o anomalie caracterizată prin creșterea insuficientă în înălțime raportată la media vârstei și a speciei respective.

## Societate și cultură
În limba română, cei care suferă de această afecțiune sunt numiți în mod popular „pitici”. Ea este foarte vizibilă și poartă deseori conotații negative în societate, cei ce o au având de luptat cu stereotipuri. Copiii care sunt cu mult mai mici decât media devin deseori victime ale hărțuitii, iar adulții sunt deseori discriminați.

### Acomodare
În viața de zi cu zi, persoanele cu nanism trebuie să treacă peste obstacolele cauzate de inaccesibilitatea obiectelor, majoritatea folosind taburete pentru a face față problemelor cauzate de spațiile construite pentru oameni de mărime obișnuită.

## Cauze
Cauzele pot fi diverse, printre ele fiind anomalii genetice, disfuncții endocrine, alterații metabolice.
Circa 70% din cazuri sunt cauzate de acondroplazie, care este o tulburare a creșterii oaselor.

## Cauze endocrine
Hiposecreția de hormon de creștere (STH) la copil este o disfuncție endocrină a glandei hipofize, ce poate fi o cauză a nanismului hipofizar (dezvoltare somatică redusă).
Nanismul tiroidian este cauzat de hiposecreția hormonilor tiroidieni în perioada copilăriei, ce se caracterizează prin dezvoltare somatică și intelectuală redusă.

## Cea mai scundă femeie

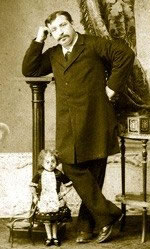
Pauline Musters lângă un bărbat de înălțime medie

Cea mai scundă femeie înregistrată a fost Pauline Musters, decedată la 1 martie 1895, la vârsta de 21 de ani, când avea înălțimea de exact 61 cm.

## Cel mai scund bărbat
În septembrie 2015 a decedat, în vârstă de 76 ani, Chandra Bahadur Dangi din Nepal. El era înscris în Guiness Book ca fiind cel mai scund bărbat, cu înălțimea de 54,5 cm.